# Joaquim Levy
Joaquim Vieira Ferreira Levy (Rio de Janeiro, 17 de fevereiro de 1961) é um engenheiro naval brasileiro de ascendência patrilinear judaica com doutorado em economia, e foi ministro da Fazenda do Brasil de 1 de janeiro a 18 de dezembro de 2015.

## Formação acadêmica
É graduado em engenharia naval pela Universidade Federal do Rio de Janeiro (UFRJ), mestre em economia pela Fundação Getulio Vargas (FGV) e doutor em economia pela Universidade de Chicago em 1992.

## Carreira
Iniciou sua carreira em 1984, no Departamento de Engenharia e na Diretoria de Operações da Flumar S/A Navegação. Foi professor do curso de mestrado da Fundação Getúlio Vargas em 1990, antes de integrar os quadros do Fundo Monetário Internacional, onde, de 1992 a 1999, ocupou cargos nos Departamentos do Hemisfério Ocidental, Europeu I e de Pesquisa, em particular nas Divisões de Mercado de Capitais e da União Europeia.
No período de 1999 a 2000 exerceu, como economista visitante no Banco Central Europeu, atividades nas Divisões de Mercado de Capitais e de Estratégia Monetária. No governo Fernando Henrique Cardoso, no ano de 2000, foi nomeado secretário-adjunto de Política Econômica do Ministério da Fazenda, e, em 2001, economista-chefe do Ministério do Planejamento, Orçamento e Gestão.
Em janeiro de 2003, foi designado secretário do Tesouro Nacional, onde ficou até 2006. Em 2006, também foi vice-presidente do Banco Interamericano de Desenvolvimento.

No ano seguinte, foi secretário de Estado da Fazenda do Rio de Janeiro no primeiro mandato de Sérgio Cabral Filho, onde ficou até 2010. De junho deste mesmo ano a 2014 trabalhou na divisão de gestão de ativos do Banco Bradesco (Bradesco Asset Management), ocupando o cargo de diretor-superintendente até novembro de 2014, quando foi nomeado Ministro da Fazenda.

### Ministro da Fazenda

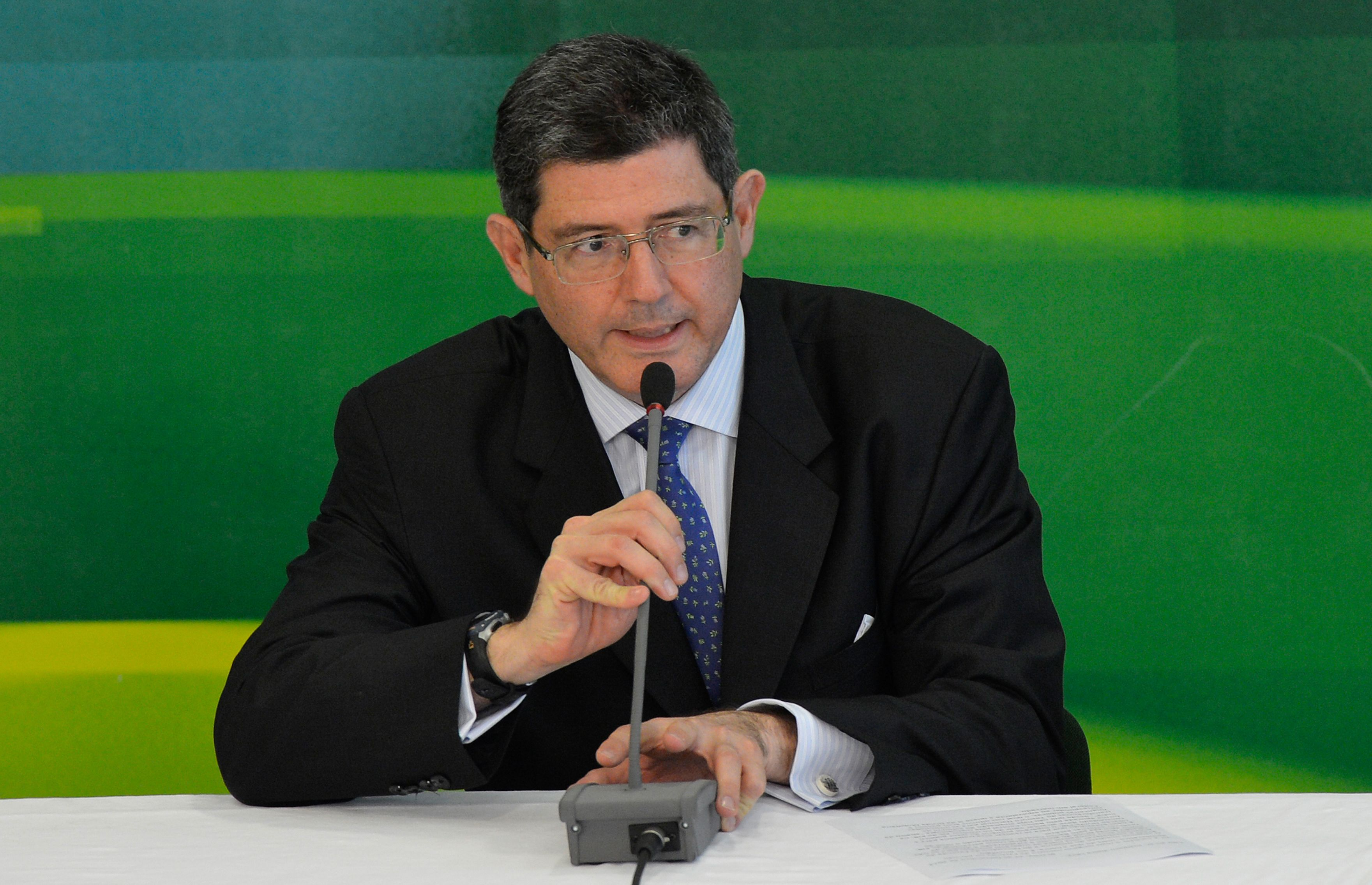
Levy durante apresentação da nova equipe econômica em novembro de 2014

Em 27 de novembro de 2014, foi nomeado ministro da Fazenda no segundo mandato do governo Dilma Rousseff tendo como principal tarefa o combate à crise econômica iniciada em 2014. O decreto de nomeação foi publicado no Diário Oficial da União em 2 de janeiro de 2015. Em sua cerimônia de apresentação, afirmou que teria como objetivo imediato estabelecer uma meta de superávit primário para os três primeiros anos de sua gestão, que seria 1,2% do PIB em 2015 e de pelo menos 2% em 2016 e 2017. Não descartou a possibilidade de cortes no orçamento e pediu o apoio da iniciativa privada para que a economia voltasse a crescer.
Nos primeiros dois meses no cargo, Levy adotou medidas de ajuste fiscal, como as MPs 664 e 665, que modificam as regras de concessão de benefícios trabalhistas e previdenciários. Ao serem encaminhadas ao Congresso, desagradaram a diferentes segmentos da sociedade. Sindicatos assinalaram que os direitos dos trabalhadores estavam sendo retirados. Já a elevação da carga tributária desagradou ao empresariado. Em manifesto com mais de mil assinaturas, economistas brasileiros colocaram-se contra medidas as contracionistas previstas no ajuste fiscal, notadamente a adoção de uma política de juros altos. Contrário ao "discurso dos porta-vozes do mercado financeiro que chamou de 'inflacionário' o gasto social e o investimento público em qualquer fase do ciclo econômico", o manifesto também criticava o argumento que associava a  inflação ao gasto público representado por desonerações que reduzem custos tributários e subsídios creditícios que reduzem custos financeiros." O texto também lembrava que "a austeridade agravou a recessão, o desemprego, a desigualdade e o problema fiscal nos países desenvolvidos, mesmo tendo sido acompanhada por juros reais baixíssimos e desvalorização cambial." O documento ainda advertia para o risco de  recessão, em razão da apreciação cambial, estimulada por juros reais altos, e pelo que chama de "avalanche de importações".
Levy sofreu críticas de parlamentares do próprio PT e de centrais sindicais. Entretanto, o ministro afirmou que tais medidas se faziam necessárias e urgentes e pediu rapidez na aprovação pelo Congresso, o que seria fundamental para a volta do crescimento do país. O PMDB, no entanto, foi mais receptivo, recebendo Levy no final de fevereiro de 2015 para um detalhamento do seu pacote econômico. Neste encontro, o ministro chegou a declarar que a desoneração da folha de pagamento, que Dilma Rousseff promoveu em seu primeiro mandato "era uma brincadeira que custava R$ 25 bilhões por ano aos cofres públicos, e estudos mostravam que não havia criado nem protegido empregos". Esta declaração custou a Levy uma reprimenda por parte da presidente, que declarou que "a desoneração foi importantíssima e continuava sendo. O ministro foi infeliz no uso do adjetivo". Levy, através de seus assessores, pediu desculpas pela declaração. Fazia parte do pacote econômico, a modificação da política de desoneração da folha de pagamento, que foi enviada à Câmara, porém devolvida ao governo, sem aprovação.
Levy permaneceu no cargo por quase um ano, sendo demitido em 18 de dezembro de 2015, depois de uma semana conturbada no Congresso Nacional, para a votação da Lei de diretrizes orçamentárias, do Plano Pluriananual e do orçamento para 2016. O ministro defendia uma meta fiscal de 0,7% do PIB, além de três medidas provisórias que aumentariam as receitas, não sendo necessários cortes orçamentários no programa Bolsa Família e em outros programas sociais. Um dia antes da demissão, o Congresso havia aprovado a redução da meta de 0,7% para 0,5% do PIB, para evitar cortes no Bolsa Família. A política orçamentária de Levy era criticada por movimentos sociais, afirmando que a condução do ajuste prejudicava os direitos dos trabalhadores. Especulava-se que o ministro poderia até mesmo pedir demissão, já que a austeridade fiscal proposta era criticada pela própria presidente Dilma. Levy foi demitido e substituído por Nelson Barbosa.

#### Dados macroeconômicos do período
Estudo sobre seu primeiro ano de governo, elaborado pelo Centro de Pesquisa e Apoio aos Trabalhadores em parceria com o Instituto Humanitas da Unisinos, considerou que os princípios que nortearam sua atuação inicial derivam de um modelo desenvolvimentista, em que o Estado tem importante papel na regulação e fomento do crescimento econômico, bem como na definição das estratégias para o crescimento. As suas primeiras medidas de impacto foram a elevação da taxa de juros de 10,75 para 11,25%, a definição do salário mínimo em R$ 545,00 e um grande corte no orçamento, que teriam o objetivo de disciplinar a rápida expansão da economia e conter a inflação, que já dava mostras de se elevar. Outros grandes interesses do governo eram os juros, o câmbio, o ajuste fiscal, a política industrial e a relação comercial com a China. Suas ações logo desencadearam polêmica. Para uns foram uma boa novidade, para outros elas significavam claramente a continuidade em relação ao governo anterior, dado interpretado tanto contra ela como a seu favor. Os críticos do governo Lula a viam como a perpetuação dos problemas que apontavam antes, mas para outros a meta de manter em alta o crescimento era uma justificativa suficiente para a continuidade de um modelo que consideravam de sucesso. Muitos louvaram a ênfase nos aspectos técnicos e o pragmatismo de sua administração.
Após o corte de juros, no intuito de incentivar o aquecimento da atividade econômica, promoveu um forte afrouxamento na política monetária, com novas reduções na Selic, que, caiu para 7,25%, atingindo o menor nível da história. Quando subiram para 7,50%, os juros no Brasil ficaram inalterados. Depois deste período, para evitar as pressões inflacionárias que ameaçavam o cumprimento da meta estipulada pelo CMN, o Copom iniciou um processo de aperto monetário, com altas seguidas nos juros que trouxeram, em fevereiro de 2014, a Selic para 10,75%, mesmo nível que a presidente Dilma Rousseff encontrou no início de seu mandato.
As medidas adotadas controlaram a inflação, embora não tanto como o governo havia planejado, encerrando o ano de 2011 com uma taxa acumulada de 6,50%, no teto da meta estabelecida pelo Conselho Monetário Nacional. Mesmo enfrentando dificuldades, em junho de 2011 o IBGE apresentou resultados positivos das políticas, indicando um crescimento de 1,3% no primeiro trimestre do ano. O desempenho positivo colocou o país na posição de sexta maior economia do mundo. Ao longo de todo o seu governo as expectativas oficiais de crescimento seriam em geral frustradas, com índices abaixo do previsto, mas, não obstante, o crescimento tem sido positivo. O primeiro ano de seu mandato resultou num crescimento de 2,7%, em 2012 a economia cresceu 0,9%, e em 2013 o PIB cresceu 2,3%. Em 2013 o país ficou em terceiro lugar em taxa de crescimento entre as 13 principais economias mundiais.
O Brasil, que foi o país que mais perdeu posições no ranking mundial de competitividade de 2010 a 2014 (caiu do 38º lugar para o 54º entre as sessenta economias analisadas pelo International Institute for Management Development e pela Fundação Dom Cabral), teve nova queda em 2015, da 54ª para a 56ª posição, em um grupo de 61 países analisados. Os Estados Unidos continuam em primeiro lugar, seguidos por Hong Kong, Singapura, Suíça e Canadá. Entre os países latino-americanos, o Chile, no 35º lugar, é o mais bem colocado. O México ficou em 39º.
O PIB de 2014, divulgado já com a nova metodologia, cresceu 0,1%, resultando numa média de 2,2% ao ano no primeiro mandato, a menor desde o Governo Collor.
Com a taxa básica de juros (Selic) a 10,75% ao ano, o Brasil mantém-se no topo do ranking de países com maiores juros reais do mundo. Os juros reais descontam a inflação projetada para os próximos 12 meses. Os juros básicos no Brasil ficaram em 4,48%. Em segundo, vinha a China, com taxa real de 3,41%. Em terceiro a Turquia, com 3,09%, seguida pela Índia (2,86%) e a Hungria (1,28%).
Em 11 de março de 2015, o IBGE divulgou os resultados do PIB com base em nova metodologia, seguindo recomendação da Comissão Europeia, FMI, ONU e Banco Mundial. O crescimento da economia em 2011 passou de 2,7% para 3,9% e o de 2012 e 2013, de 1% e 2,5% para 1,8% e 2,7% respectivamente.
Em abril de 2015, o Banco Central adotou nova metodologia para o cálculo das transações correntes com o exterior, revisando o déficit de 2014 para US$ 103,98 bilhões. O projeto da lei de diretrizes orçamentárias para 2016 enviado ao Congresso Nacional também em abril, previu uma retração do PIB de 0,9% em 2015 e um crescimento real de 1,3%, 1,9% e 2,4% para os anos de 2016, 2017 e 2018, respectivamente.Segundo relatório do Fundo Monetário Internacional de 2014, o Brasil é o 62º país do mundo no ranking do PIB per capita (que é o valor final de bens e serviços produzidos num país num dado ano, dividido pela população desse mesmo ano), com um valor de US$ 11,310 por habitante. Os EUA estão em 8º lugar com US$ 54,980 por habitante, a Alemanha em 18º com US$ 44,999 por habitante, e o Japão em 25º com US$ 39,100 por habitante.

O ajuste fiscal de Levy não foi bem-sucedido, e, conforme a economista Laura Carvalho, contribuiu para aprofundar a crise.

### Diretoria do BIRD
Em janeiro de 2016, quase um mês depois de ter deixado o Ministério da Fazenda, foi nomeado diretor financeiro do Banco Mundial (BIRD), em Washington. 

De acordo com as leis brasileiras, Levy teria que cumprir uma "quarentena" de seis meses antes de assumir o novo cargo, descaracterizando assim o conflito de interesse no serviço público em cargos de alto escalão, por ter informações privilegiadas. No entanto, em 1º de fevereiro, menos de dois meses depois de ter deixado o cargo, a Comissão de Ética Pública da Presidência da República acolheu um pedido de reconsideração do ex-ministro, por entender que o BIRD é uma "organização com personalidade de direito público internacional integrada pelo Brasil e cujo acordo constitutivo foi integrado à legislação nacional". Desta forma, Levy foi autorizado a assumir o cargo no BIRD a partir desta data.

### Presidência do BNDES
Em novembro de 2018, aceitou o convite para presidir o Banco Nacional de Desenvolvimento Econômico e Social (BNDES) no governo de Jair Bolsonaro. Levy pediu demissão em 16 de junho de 2019, após uma polêmica envolvendo o presidente da República e o indicado à diretoria de Mercado de Capitais, Marcos Barbosa Pinto, que foi chefe de gabinete de Demian Fiocca, presidente do BNDES durante o governo Lula.